# Salman Khan
Salman Khan (phát âm: [səlma ː n xa ː n]; tên đầy đủ Abdul Rashid Salim Salman Khan sinh ngày 27 tháng 12 năm 1965), là diễn viên Ấn Độ, đóng trong hơn 80 bộ phim tiếng Hindi.
Các phim tiêu biểu: Maine Pyar Kiya (1989), Saajan (1991), Hum Aapke Hain Koun..! (1994), Karan Arjun (1995), Judwaa (1997), Pyar Kiya To Darna Kya (1998), Biwi No.1 (1999), Kuch Kuch Hota Hai (1998), Hum Dil De Chuke Sanam (1999), Tere Naam (2003), Mujhse Shaadi Karogi (2004), No Entry (2005), Partner (2007), Wanted (2009), Dabangg (2010), Ready (2011) và Bodyguard (2011),...

## Các phim đã đóng
| Năm  | Tên                                   | Vai diễn                                    | Other notes                                                                |
| ---- | ------------------------------------- | ------------------------------------------- | -------------------------------------------------------------------------- |
| 1988 | Biwi Ho To Aisi                       | Vicky Bhandari                              |                                                                            |
| 1989 | Maine Pyar Kiya                       | Prem Choudhary                              | Filmfare Award for Best Male Debut Nominated—Filmfare Award for Best Actor |
| 1990 | Baaghi: A Rebel for Love              | Saajan Sood                                 |                                                                            |
| 1991 | Sanam Bewafa                          | Salman Khan                                 |                                                                            |
| 1991 | Patthar Ke Phool                      | Inspector Suraj                             |                                                                            |
| 1991 | Kurbaan                               | Akash Singh                                 |                                                                            |
| 1991 | Love                                  | Prithvi                                     |                                                                            |
| 1991 | Saajan                                | Akash Varma                                 |                                                                            |
| 1992 | Suryavanshi                           | Vicky/Suryavanshi Vikram Singh              |                                                                            |
| 1992 | Ek Ladka Ek Ladki                     | Raja                                        |                                                                            |
| 1992 | Jaagruti                              | Jugnu                                       |                                                                            |
| 1992 | Nishchaiy                             | Rohan Yadav/Vasudev Gujral                  |                                                                            |
| 1993 | Chandra Mukhi                         | Raja Rai                                    |                                                                            |
| 1993 | Dil Tera Aashiq                       | Vijay                                       |                                                                            |
| 1994 | Andaz Apna Apna                       | Prem Bhopali                                |                                                                            |
| 1994 | Hum Aapke Hain Koun..!                | Prem                                        |                                                                            |
| 1994 | Chaand Kaa Tukdaa                     | Shyam Malhotra                              |                                                                            |
| 1994 | Sangdil Sanam                         | Kishan                                      |                                                                            |
| 1995 | Karan Arjun                           | Karan Singh/Ajay                            | Nominated—Filmfare Award for Best Actor                                    |
| 1995 | Veergati                              | Ajay                                        |                                                                            |
| 1996 | Majhdhaar                             | Gopal                                       |                                                                            |
| 1996 | Khamoshi: The Musical                 | Raj                                         |                                                                            |
| 1996 | Jeet                                  | Raju                                        | Nominated—Filmfare Award for Best Supporting Actor                         |
| 1996 | Dushman Duniya Ka                     |                                             | Special appearance                                                         |
| 1997 | Judwaa                                | Raja/Prem Malhotra                          |                                                                            |
| 1997 | Auzaar                                | Inspector Suraj Prakash                     |                                                                            |
| 1997 | Dus                                   | Captain Jeet Sharma                         | Incomplete film                                                            |
| 1997 | Deewana Mastana                       | Prem Kumar                                  | Special appearance                                                         |
| 1998 | Pyaar Kiya To Darna Kya               | Suraj Khanna                                | Nominated—Filmfare Award for Best Actor                                    |
| 1998 | Jab Pyaar Kisise Hota Hai             | Suraj Dhanrajgir                            |                                                                            |
| 1998 | Sar Utha Ke Jiyo                      |                                             | Special appearance                                                         |
| 1998 | Bandhan                               | Raju                                        |                                                                            |
| 1998 | Kuch Kuch Hota Hai                    | Aman Mehra                                  | Extended guest appearance Filmfare Award for Best Supporting Actor         |
| 1999 | Jaanam Samjha Karo                    | Rahul                                       |                                                                            |
| 1999 | Biwi No.1                             | Prem                                        | Nominated—Filmfare Award for Best Performance in a Comic Role              |
| 1999 | Sirf Tum                              | Prem                                        | Special appearance                                                         |
| 1999 | Hum Dil De Chuke Sanam                | Sameer Rafillini                            | Nominated—Filmfare Award for Best Actor                                    |
| 1999 | Hello Brother                         | Hero                                        |                                                                            |
| 1999 | Hum Saath-Saath Hain: We Stand United | Prem                                        |                                                                            |
| 2000 | Dulhan Hum Le Jayenge                 | Raja Oberoi                                 |                                                                            |
| 2000 | Chal Mere Bhai                        | Prem Oberoi                                 |                                                                            |
| 2000 | Har Dil Jo Pyar Karega                | Raj/Romi                                    |                                                                            |
| 2000 | Dhaai Akshar Prem Ke                  |                                             | Special appearance                                                         |
| 2000 | Kahin Pyaar Na Ho Jaaye               | Prem Kapoor                                 |                                                                            |
| 2001 | Chori Chori Chupke Chupke             | Raj Malhotra                                |                                                                            |
| 2002 | Tumko Na Bhool Paayenge               | Veer Singh Thakur/Ali                       |                                                                            |
| 2002 | Hum Tumhare Hain Sanam                | Suraj                                       |                                                                            |
| 2002 | Yeh Hai Jalwa                         | Raj 'Raju' Saxena/Raj Mittal                |                                                                            |
| 2003 | Love at Times Square                  |                                             | Special appearance                                                         |
| 2003 | Stumped                               |                                             | Special appearance                                                         |
| 2003 | Tere Naam                             | Radhe Mohan                                 | Nominated—Filmfare Award for Best Actor                                    |
| 2003 | Baghban                               | Alok Raj                                    | Special appearance Nominated—Filmfare Award for Best Supporting Actor      |
| 2004 | Garv: Pride and Honour                | Inspector Arjun Ranavat                     |                                                                            |
| 2004 | Mujhse Shaadi Karogi                  | Sameer Malhotra                             |                                                                            |
| 2004 | Phir Milenge                          | Rohit Manchanda                             | Extended guest appearance                                                  |
| 2004 | Dil Ne Jise Apna Kahaa                | Rishabh                                     |                                                                            |
| 2005 | Lucky: No Time for Love               | Aditya                                      |                                                                            |
| 2005 | Maine Pyaar Kyun Kiya?                | Dr. Samir Malhotra                          |                                                                            |
| 2005 | No Entry                              | Prem                                        | Nominated—Filmfare Award for Best Performance in a Comic Role              |
| 2005 | Kyon Ki                               | Anand                                       |                                                                            |
| 2006 | Saawan... The Love Season             | Sameer Sam                                  | Extended guest appearance                                                  |
| 2006 | Shaadi Karke Phas Gaya Yaar           | Ayaan                                       |                                                                            |
| 2006 | Jaan-E-Mann                           | Suhaan Kapoor                               |                                                                            |
| 2006 | Baabul                                | Avinash Kapoor                              |                                                                            |
| 2007 | Salaam-e-Ishq: A Tribute To Love      | Rahul                                       |                                                                            |
| 2007 | Partner                               | Prem Love Guru                              |                                                                            |
| 2007 | Marigold: An Adventure in India       | Prem                                        | English language film                                                      |
| 2007 | Om Shanti Om                          | Himself                                     | Special appearance in song "Deewangi Deewangi"                             |
| 2007 | Saawariya                             | Imaan                                       | Extended guest appearance                                                  |
| 2008 | God Tussi Great Ho                    | Arun Prajapati                              |                                                                            |
| 2008 | Hello                                 | Chetan Bhagat                               | Special appearance                                                         |
| 2008 | Heroes                                | Balkar Singh/Jassvinder Singh               |                                                                            |
| 2008 | Yuvvraaj                              | Deven Yuvvraaj                              |                                                                            |
| 2009 | Wanted                                | Radhe/Rajveer Shikhawat                     |                                                                            |
| 2009 | Main Aurr Mrs Khanna                  | Samir Khanna                                |                                                                            |
| 2009 | London Dreams                         | Mannu (Manjit Khosla)                       |                                                                            |
| 2009 | Ajab Prem Ki Ghazab Kahani            | Himself                                     | Special appearance                                                         |
| 2010 | Veer                                  | Veer                                        |                                                                            |
| 2010 | Prem Kaa Game                         | The Sutradhaar (Narrator)                   | Special appearance                                                         |
| 2010 | Dabangg                               | Inspector Chulbul Pandey (Robinhood Pandey) | Nominated—Filmfare Award for Best Actor                                    |
| 2010 | Tees Maar Khan                        | Himself                                     | Special appearance in song "Wallah Re Wallah"                              |
| 2010 | Isi Life Mein                         | Himself                                     | Special appearance                                                         |
| 2011 | Ready                                 | Prem Kapoor                                 |                                                                            |
| 2011 | Bodyguard                             | Lovely Singh                                | Nominated—Filmfare Award for Best Actor                                    |
| 2011 | Tell Me O Kkhuda                      |                                             | Cameo                                                                      |
| 2011 | Do Aur Do Paanch                      |                                             | Extended guest appearance                                                  |
| 2012 | Ek Tha Tiger                          |                                             | Post-Production                                                            |
| 2012 | Ishkq in Paris                        |                                             | Special appearance                                                         |
| 2012 | Oh My God                             |                                             | Narrator                                                                   |
| 2012 | Son Of Sardaar                        |                                             | Special appearance                                                         |
| 2012 | Dabangg 2                             | Inspector Chulbul Pandey (Robinhood Pandey) | Filming                                                                    |
| 2013 | Andaz Naya Naya                       | Prem (voice)                                | Animated Film                                                              |
| 2019 | Dabangg 3                             | Chulbul Pandey                              |                                                                            |